# Eudorylas evanidus
Eudorylas evanidus är en tvåvingeart som först beskrevs av Hardy 1949.  Eudorylas evanidus ingår i släktet Eudorylas och familjen ögonflugor. Inga underarter finns listade i Catalogue of Life.